# 100 km de Winschoten
Le 100 km de Winschoten est une épreuve de course à pied sur route appartenant à la famille de l'ultrafond.

## Histoire
En 1975 a lieu les 100 km de Bienne en Suisse, la plus ancienne course de 100 km au monde, à laquelle assiste Theo de Winter le président du club d'athlétisme Aquilo de Winschoten. En 1976, celui-ci prévoit d'organiser une compétition unique à Winschoten pour attirer l'attention sur le manque d'hébergement du club d'athlétisme local. Cette première course est un grand succès avec 77 athlètes au départ pour un seul grand tour de 100 km. L'enthousiasme suscité fait en sorte que la course soit organisée chaque année.
En 1980, le grand tour a été remplacé par deux tours de 50 km, puis par cinq tours de 20 km en 1989. Mais la course connait moins de succès chaque année. En 1991, la Fondation Ultraloop est créée et un nouveau parcours de 10 km – officiellement mesuré par l'IAAF – est mis en place à travers la ville, avec lequel des records sont enregistrés. La course de 1991 est un grand succès, avec notamment le meilleur temps de l'époque du russe Konstantin Santalov en 6 h 26 min 20 s.
En 1992 y est organisé le premier championnat d'Europe des 100 km de l'IAU, avec la victoire du Belge Jean-Paul Praet en 6 h 16 min 41 s, record du monde à cette occasion et record d'Europe toujours en vigueur aujourd'hui. En 1995, le 100 km de Winschoten organise son premier championnat du monde – la neuvième de l'IAU – et voit la victoire du brésilien Valmir Nunes en 6 h 18 min 11 s et le record du monde féminin de l'américaine Ann Trason en 7 h 0 min 47 s. Aux championnats du monde de 2007, le record d'Ann Trason est battu de seulement 20 secondes par la japonaise Norimi Sakurai.
Les championnats du monde des 100 km IAU sont organisés à Winschoten en 1995, 1997, 2000, 2004, 2007, 2011, 2015 et 2020. Les championnats d'Europe IAU y sont organisés en 1992, 1993, 1994, 1999, 2001, 2002, 2005, 2007, 2011 et 2015. Les championnats des Pays-Bas ont lieu à Winschoten depuis 1995, à l'exception de 2002 où les championnats néerlandais se sont disputés à Stein. En 2015, le championnat a attiré un nombre record de 374 participants. Depuis 1985, une course de relais est organisée, regroupant aujourd'hui jusqu'à 250 équipes.

## Records
Les records de l'épreuve sont détenus par le Belge Jean-Paul Praet en 6 h 16 min 41 s aux championnats d'Europe IAU en 1992 et la japonaise Norimi Sakurai en 7 h 0 min 27 s aux championnats du monde IAU en 2007, et qui bat ainsi de seulement 20 secondes le record des championnats du monde IAU en 1995 de l'américaine Ann Trason. Depuis 2007, Norimi Sakurai détient le record du monde de la distance dans sa catégorie d'âge,.
Les records d'Europe sont détenus à Winschoten par Jean-Paul Praet en 1992 et par la Russe Tatiana Zhyrkova avec un temps de 7 h 10 min 32 s en 2004.
Les records de France sont également détenus à Winschoten par Pascal Fétizon en 6 h 23 min 15 s en 2000 et par Laurence Klein en 7 h 26 min 44 s en 2007,

## Palmarès
Statistiques des 100 km de Winschoten d'après la Deutsche Ultramarathon-Vereinigung (DUV) :
À noter qu'en 1976, 1977, 1978, 1983 et 1984, les résultats donnés en jaune sont partiels et donc sujets à caution.
| Année | Homme               | Temps            | Femme                     | Temps            | Championnat               |
| ----- | ------------------- | ---------------- | ------------------------- | ---------------- | ------------------------- |
| 2020  | Annulé              |                  |                           |                  | Monde                     |
| 2019  | Matteo Lucchese     | 06 h 53 min 02 s | Hinke Schokker            | 07 h 34 min 04 s | Pays-Bas                  |
| 2018  | Joris Beaumon       | 07 h 18 min 25 s | Hinke Schokker            | 08 h 00 min 34 s | Pays-Bas                  |
| 2017  | Wouter Decock       | 06 h 46 min 12 s | Sophia Sundberg           | 07 h 50 min 13 s | Pays-Bas                  |
| 2016  | Pascal van Norden   | 07 h 06 min 30 s | Sophia Sundberg           | 07 h 54 min 59 s | Pays-Bas                  |
| 2015  | Jonas Buud          | 06 h 22 min 44 s | Camille Herron            | 07 h 08 min 35 s | Monde, Europe et Pays-Bas |
| 2014  | Daniel Oralek       | 07 h 22 min 35 s | Simone Stöppler           | 08 h 45 min 34 s | Pays-Bas                  |
| 2013  | Michael Boch        | 06 h 46 min 25 s | Simone Stöppler           | 08 h 30 min 28 s | Pays-Bas                  |
| 2012  | Daniel Oralek       | 07 h 07 min 46 s | Heidi Janssens            | 09 h 33 min 51 s | Pays-Bas                  |
| 2011  | Giorgio Calcaterra  | 06 h 27 min 32 s | Marina Bychkova           | 07 h 27 min 19 s | Monde, Europe et Pays-Bas |
| 2010  | Daniel Oralek       | 07 h 11 min 27 s | Leonie van den Haak       | 09 h 29 min 52 s | Pays-Bas                  |
| 2009  | Jaroslaw Janicki    | 06 h 53 min 59 s | Anne-Cécile Fontaine      | 08 h 20 min 31 s | Pays-Bas                  |
| 2008  | Daniel Oralek       | 07 h 00 min 20 s | Birgit Schönherr-Hölscher | 07 h 57 min 26 s | Pays-Bas                  |
| 2007  | Shinichi Watanabe   | 06 h 23 min 21 s | Norimi Sakurai            | 07 h 00 min 27 s | Monde, Europe et Pays-Bas |
| 2006  | Oliver Leu          | 07 h 31 min 30 s | Maria Bak                 | 07 h 35 min 28 s | Pays-Bas                  |
| 2005  | Oleg Kharitonov     | 06 h 30 min 31 s | Monica Casiraghi          | 07 h 53 min 25 s | Europe et Pays-Bas        |
| 2004  | Mario Ardemagni     | 06 h 18 min 24 s | Tatiana Zhyrkova          | 07 h 10 min 32 s | Monde et Pays-Bas         |
| 2003  | Andrzej Magier      | 06 h 58 min 32 s | Inez Jacquemart           | 09 h 13 min 07 s | Pays-Bas                  |
| 2002  | Pascal Fétizon      | 06 h 34 min 16 s | Elvira Kolpakova          | 07 h 24 min 52 s |                           |
| 2001  | Vladimir Netreba    | 06 h 45 min 43 s | Ricarda Botzon            | 07 h 31 min 55 s | Europe et Pays-Bas        |
| 2000  | Pascal Fétizon      | 06 h 23 min 15 s | Edit Berces               | 07 h 25 min 21 s | Monde et Pays-Bas         |
| 1999  | Pascal Fétizon      | 06 h 39 min 16 s | Elvira Kolpakova          | 07 h 33 min 39 s | Pays-Bas                  |
| 1998  | Andrzej Magier      | 06 h 59 min 50 s | Edit Berces               | 07 h 45 min 07 s | Pays-Bas                  |
| 1997  | Sergiy Yanenko      | 06 h 25 min 25 s | Valentina Lyakhova        | 07 h 30 min 37 s | Monde et Pays-Bas         |
| 1996  | Andrzej Magier      | 06 h 43 min 09 s | Marta Vass                | 08 h 27 min 52 s | Pays-Bas                  |
| 1995  | Valmir Nunes        | 06 h 18 min 09 s | Ann Trason                | 07 h 00 min 47 s | Monde et Pays-Bas         |
| 1994  | Jaroslaw Janicki    | 06 h 33 min 43 s | Valentina Lyakhova        | 07 h 36 min 39 s | Europe                    |
| 1993  | Constantin Santalov | 06 h 25 min 52 s | Marta Vass                | 07 h 43 min 06 s | Europe                    |
| 1992  | Jean-Paul Praet     | 06 h 16 min 41 s | Hilary Walker             | 07 h 55 min 12 s | Europe                    |
| 1991  | Constantin Santalov | 06 h 26 min 20 s | Sylvia Watson             | 08 h 24 min 05 s |                           |
| 1990  | Jan Szumiec         | 06 h 50 min 42 s | Riet Horber               | 08 h 44 min 33 s |                           |
| 1989  | Bruno Joppen        | 06 h 39 min 35 s | Riet Horber               | 08 h 53 min 10 s |                           |
| 1988  | Wim Akkermans       | 06 h 53 min 49 s | Agnes Eberle              | 08 h 17 min 36 s |                           |
| 1987  | Bruno Joppen        | 06 h 49 min 06 s | Agnes Eberle              | 08 h 17 min 36 s |                           |
| 1986  | Jan Szumiec         | 06 h 17 min 56 s | Riet Horber               | 08 h 34 min 40 s |                           |
| 1985  | Vaclav Kamenik      | 06 h 38 min 40 s | Sandra Kiddy              | 08 h 05 min 30 s |                           |
| 1984  | Henk Bronswijk      | 06 h 49 min 11 s | Riet Horber               | 08 h 22 min 10 s |                           |
| 1983  | Henk Bronswijk      | 06 h 51 min 18 s | Mareike Bestenbreur       | 09 h 30 min 33 s |                           |
| 1982  | Martin John Daykin  | 06 h 39 min 08 s | Riet Horber               | 09 h 27 min 24 s |                           |
| 1981  | Martin John Daykin  | 06 h 46 min 03 s | Waltraud Bayer            | 08 h 57 min 02 s |                           |
| 1980  | Martin John Daykin  | 06 h 35 min 05 s | Riet Horber               | 08 h 41 min 46 s |                           |
| 1979  | Uwe Schüder         | 06 h 46 min 27 s | Riet Horber               | 08 h 54 min 19 s |                           |
| 1978  | Mike Newton         | 06 h 43 min 16 s | Riet Horber               | 08 h 59 min 40 s |                           |
| 1977  | Kasper Berg         | 06 h 35 min 06 s | Riet Horber               | 09 h 49 min 10 s |                           |
| 1976  | Hans van Kasteren   | 06 h 45 min 48 s | Annemarie Hanke           | 12 h 53 min 15 s |                           |